# Little Portugal (Montreal)

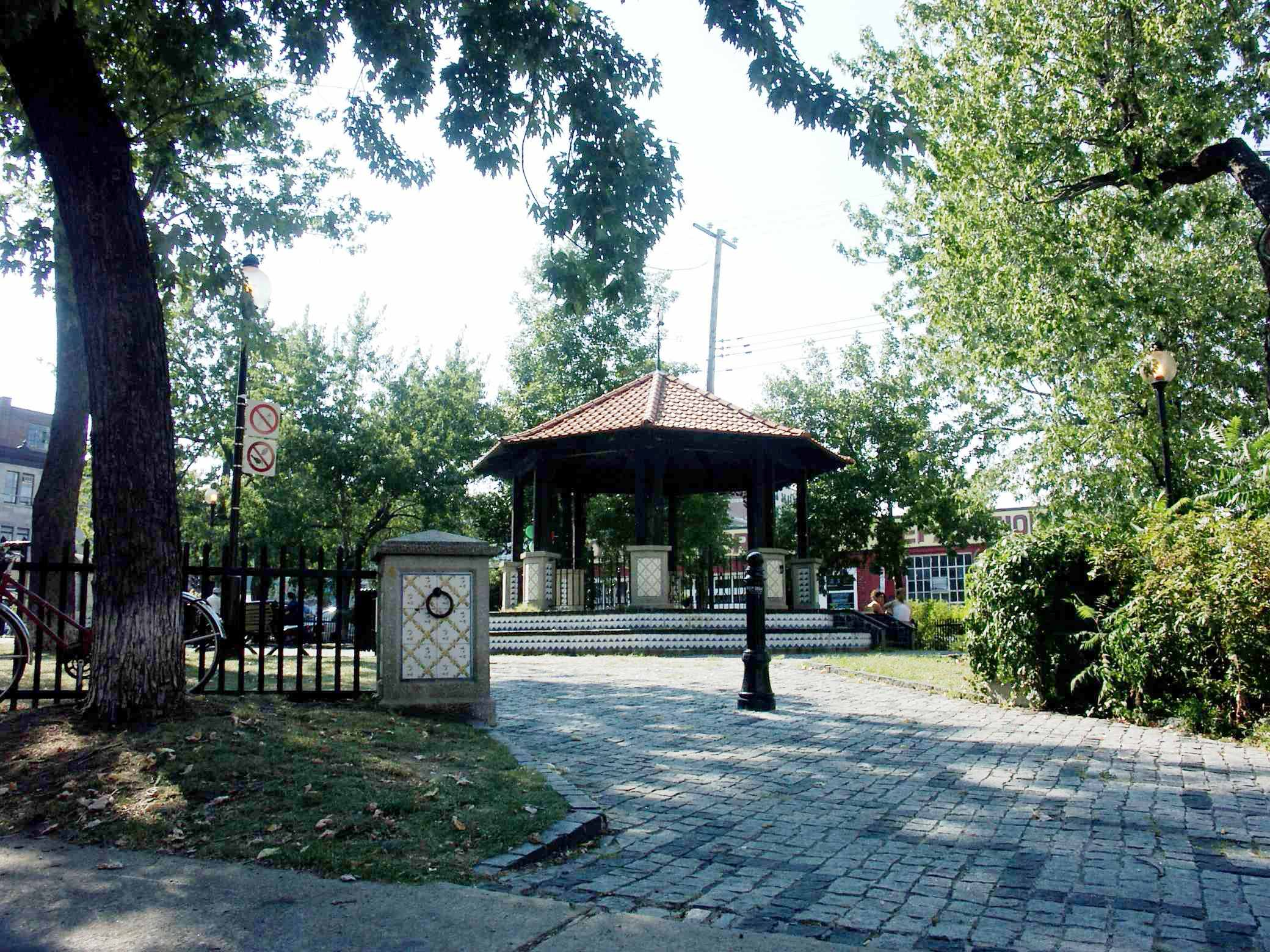
Parc du Portugal

O Quartier portugais de Montréal  é um bairro lusitano da cidade de Montreal, Quebec, Canadá.
O bairro é um reducto de lusitanos na cidade. De acordo com o censo de 2006, há 46.000 descendentes de portugueses na cidade.

## Galeria

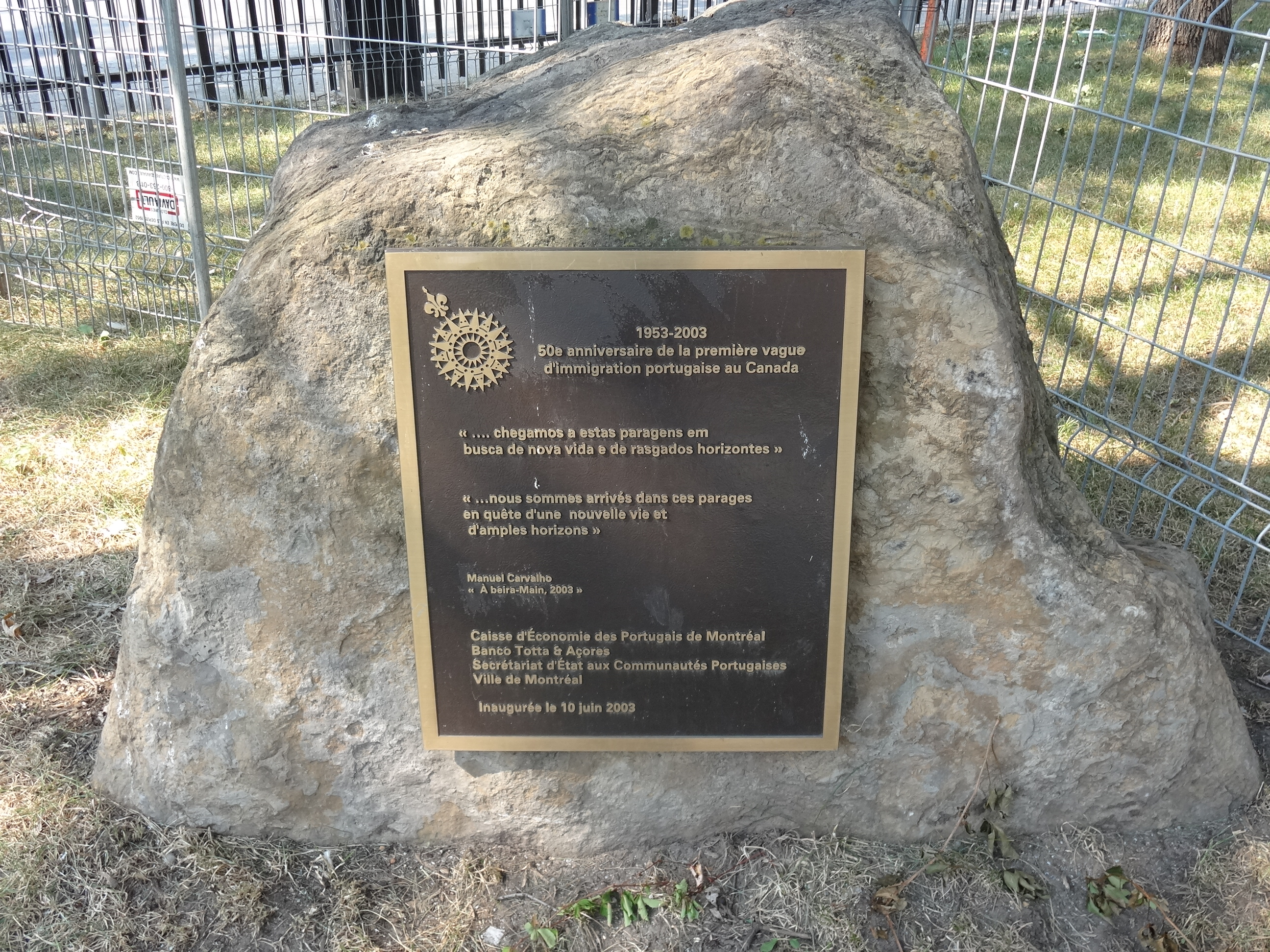
Placa no parque
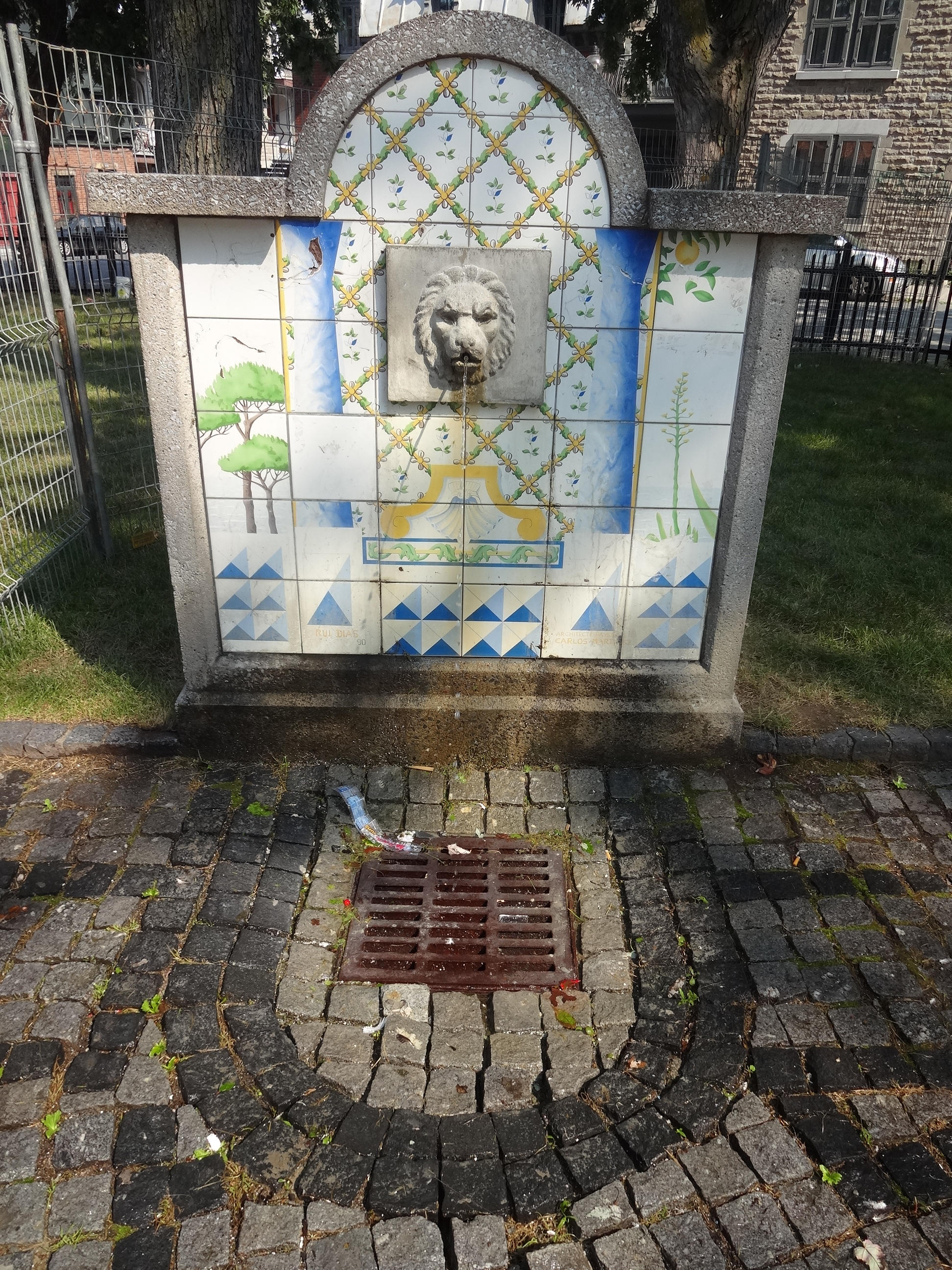
Fonte no parque
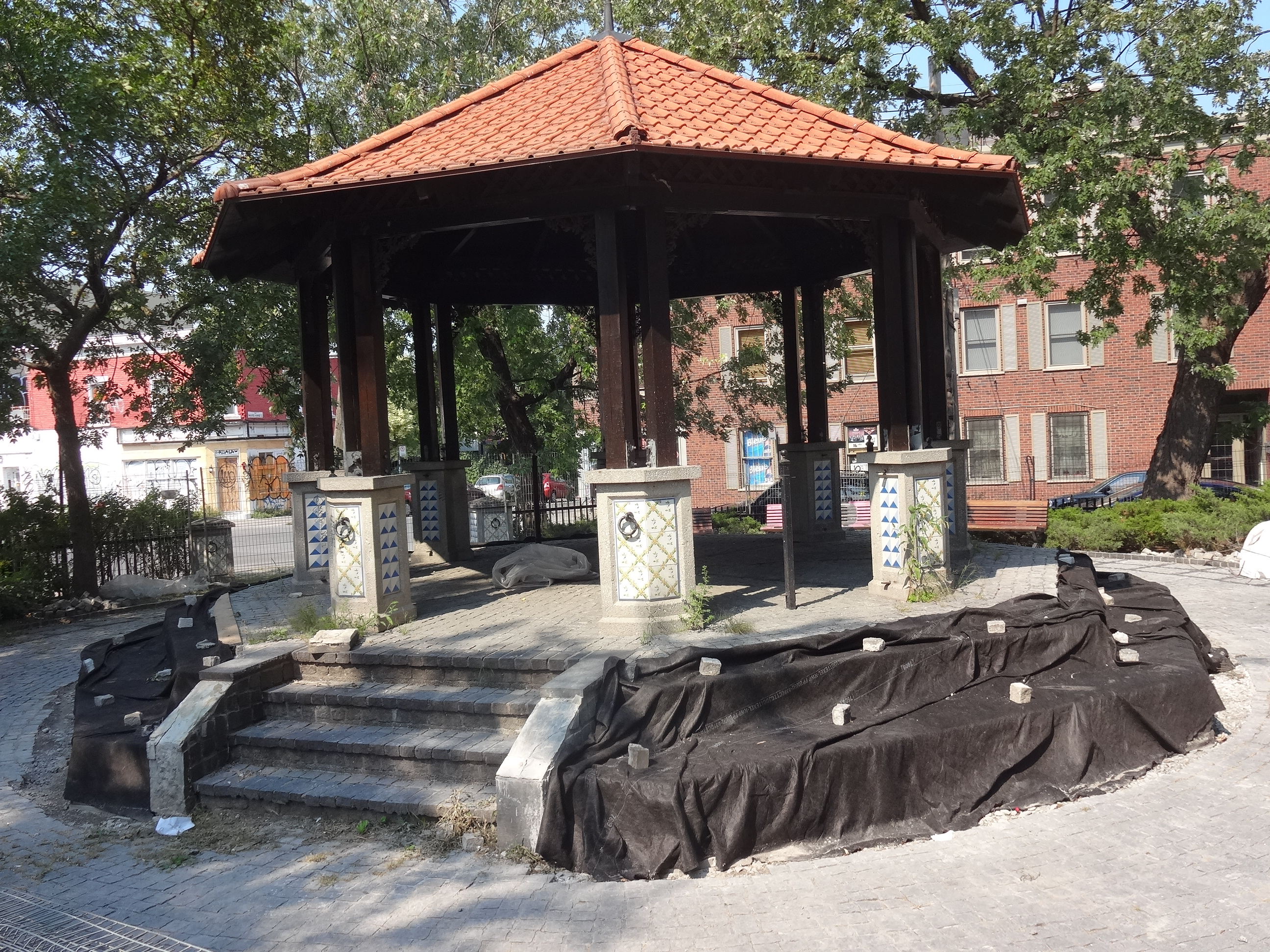
Edificação no parque
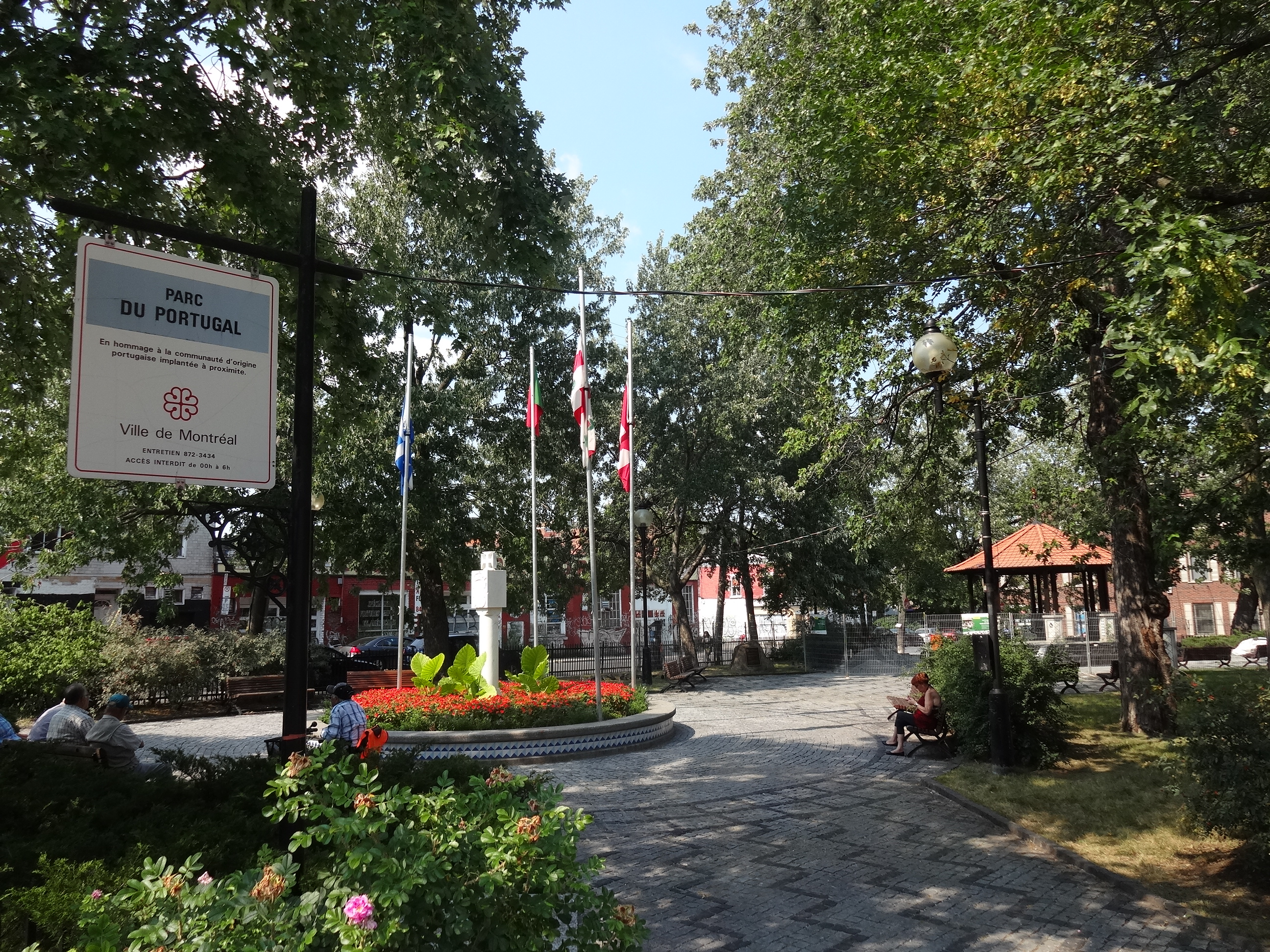
Entrada do parque
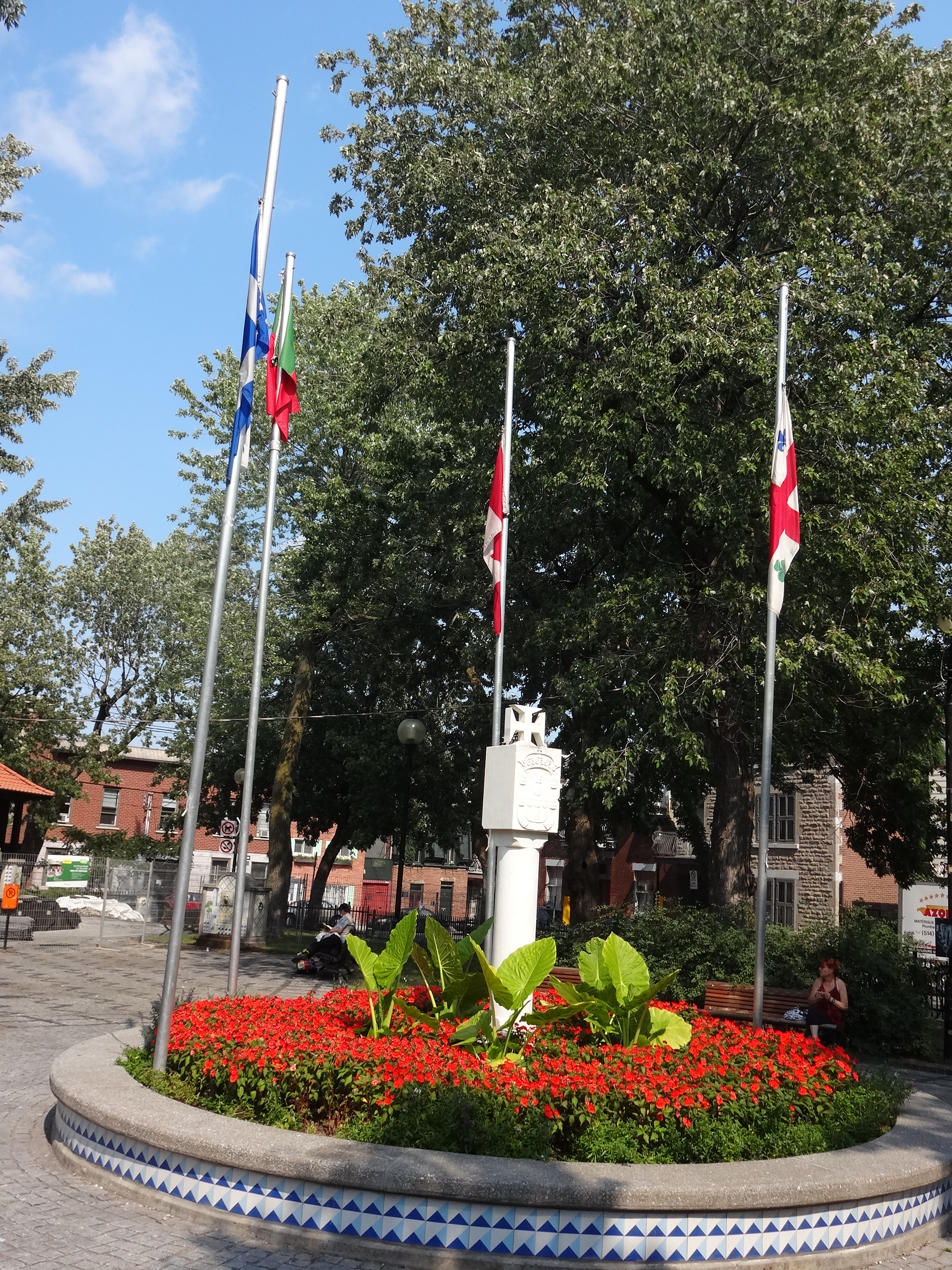
Monumento no parque